# Club Natación La Latina
El Club Natación La Latina es un club acuático afincado en Madrid, España que fue fundado en 1969.
Es un club cuyo principal objetivo es la promoción de la natación y el waterpolo. Equipo que se nutre básicamente de la Cantera que gestiona.

## Historia
Sus instalaciones son la instalación Deportiva Municipal de La Latina, la instalación Deportiva Municipal de Aluche y la piscina del Mundial 86.
En 2009 su equipo de waterpolo femenino participa en división de honor femenina.
El equipo masculino de waterpolo participa en la primera división de la liga de waterpolo de España.
Entre los deportistas destacados que han jugado en sus filas está Pedro García Aguado.
En la temporada 2013-2014 el equipo femenino se proclamó campeón de la copa de Madrid, luego la temporada no fue como esperaban y en el play off por la permanencia contra A.R.Concepción Ciudad Lineal descendieron a primera división.
El equipo Cadete masculino se proclamó campeón de liga en una temporada en la que solo cedió un empate ante R.Canoe en la liga regular para luego en los play off proclamerse campeón de liga ganando a R.Canoe en la piscina de M86 por un marcador de 10-7
La temporada 2014/15 el equipo femenino ha logrado el tercer puesto en la copa de Madrid tras el Moscardo y Concepción.
El equipo masculino con 6 juveniles ha quedado en quinto puesto del campeonato de Madrid, tras realizar un gran torneo luchando contra equipos de div. de honor.